# Виадук
Виаду́к (фр. viaduc ← лат. via «дорога, путь» + duco «веду») — транспортное сооружение мостового типа, возводимое из камня, железобетона или металла на пересечении дороги с глубоким оврагом, лощиной, горным ущельем.
Виадуки, как правило, имеют значительную протяжённость и высокие опорные элементы; они строятся там, где строить насыпь экономически или технически нецелесообразно. В отличие от эстакады, для виадука характерна разная высота опор и разная длина пролётов. Строительство виадуков на важных транспортных коммуникациях практиковалось со времён Древнего Рима.

## Наиболее известные виадуки
- Вьор — крупнейшая во Франции арочная мостовая конструкция.
- Гёльчтальбрюкке — самый высокий в мире кирпичный виадук.
- Гленфиннан в Шотландии, по которому в фильме в поезде проезжал Гарри Поттер, следуя в Хогвартс.
- Готейк — самый высокий мост в Мьянме, а в 1900—1909 годах также был самым высоким в мире железнодорожным мостом типа Trestle bridge[3].
- Летбридж — крупнейшее железнодорожное сооружение Канады и крупнейший в мире (с 1909 года) виадук типа Trestle bridge.
- Мийо — виадук с самыми высокими в мире опорами: самая высокая опора — 341 метр.
- Виадук долины Уз в Западном Суссексе (Англия) — «возможно, самый элегантный виадук в Британии»[4].

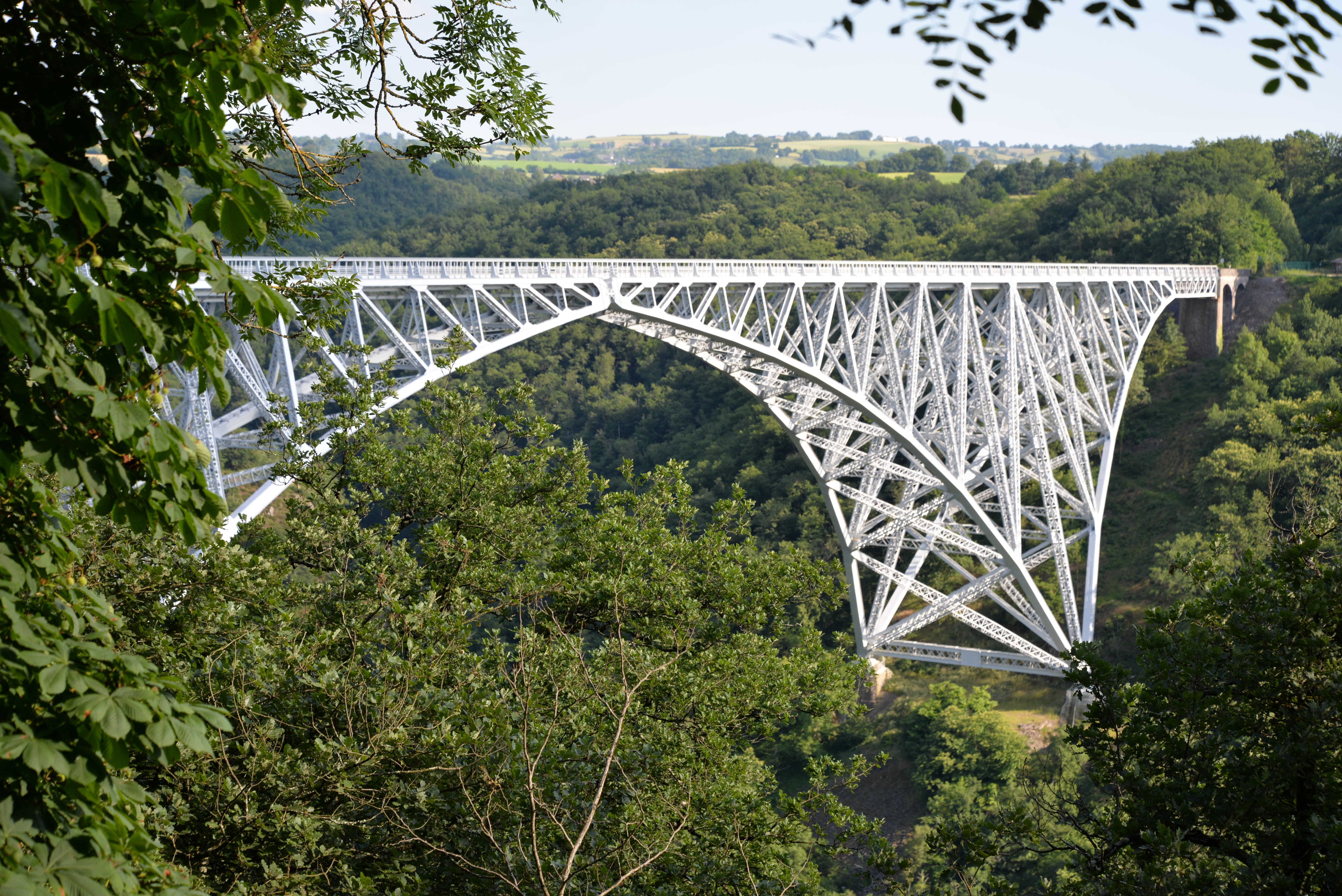
Вьор
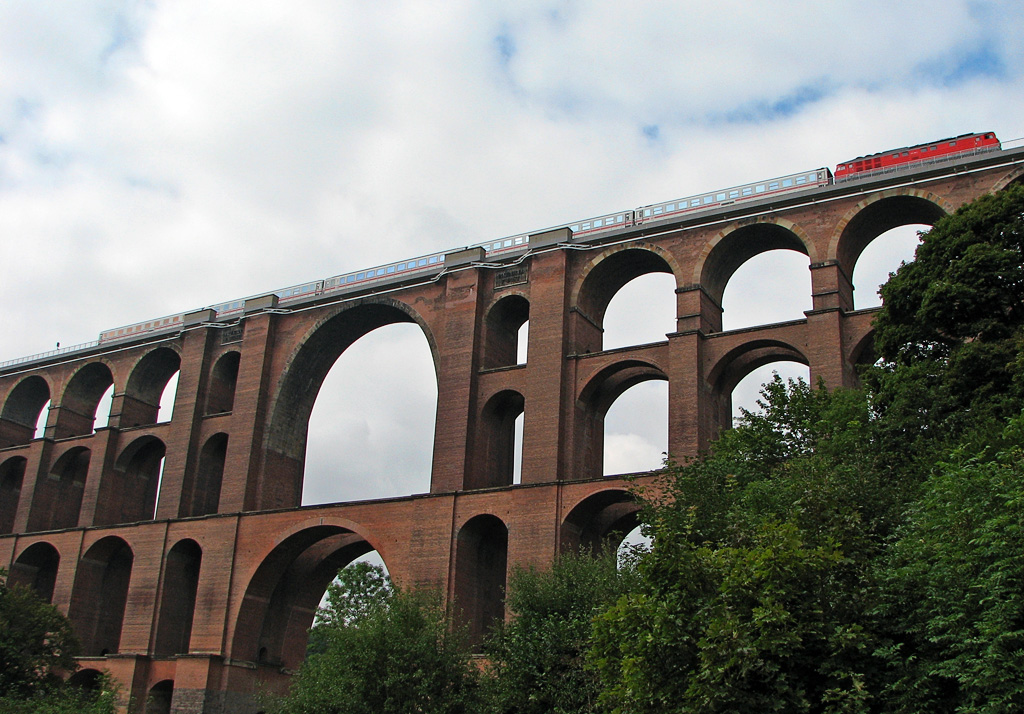
Гёльчтальбрюкке
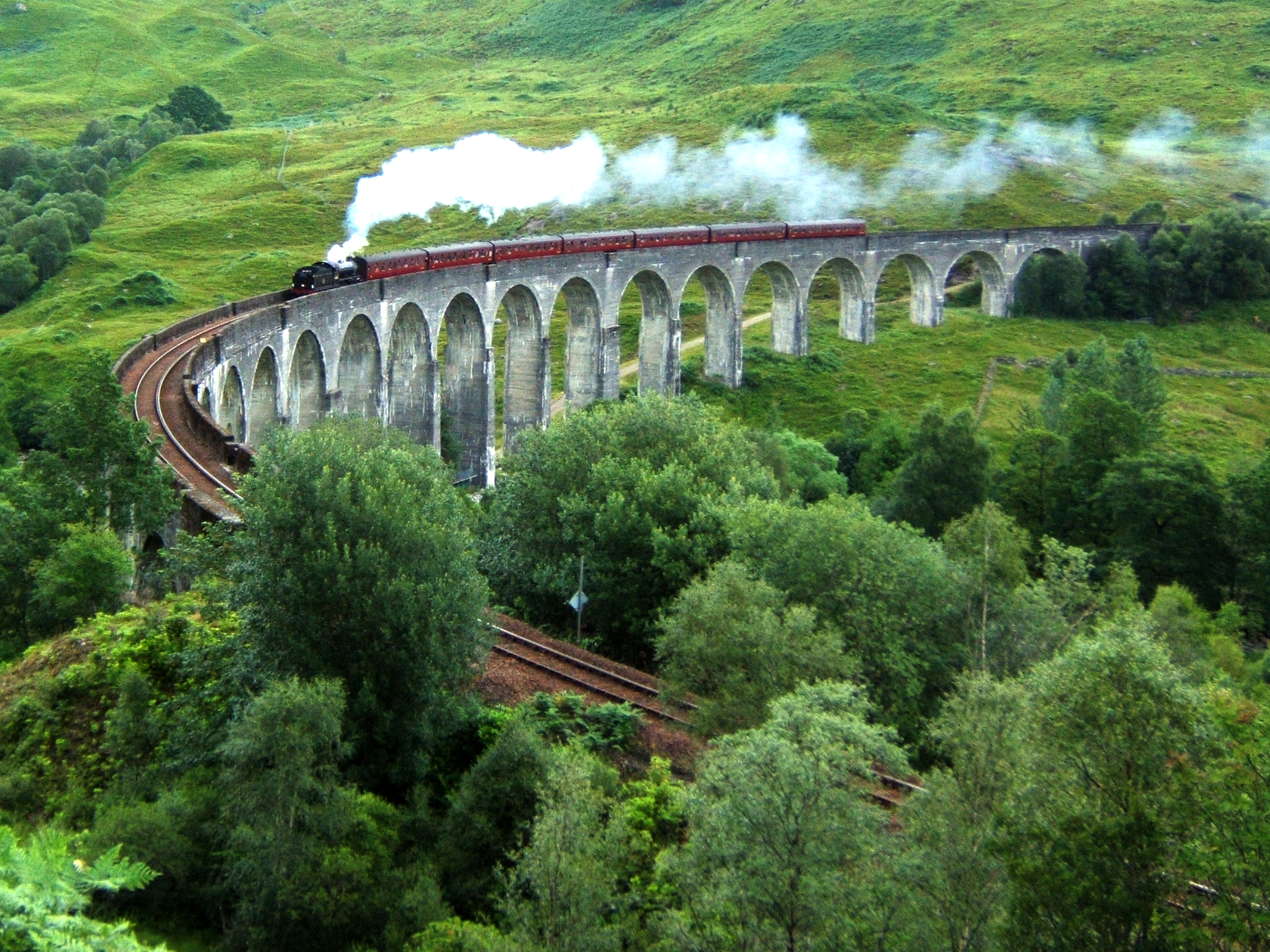
Гленфиннан
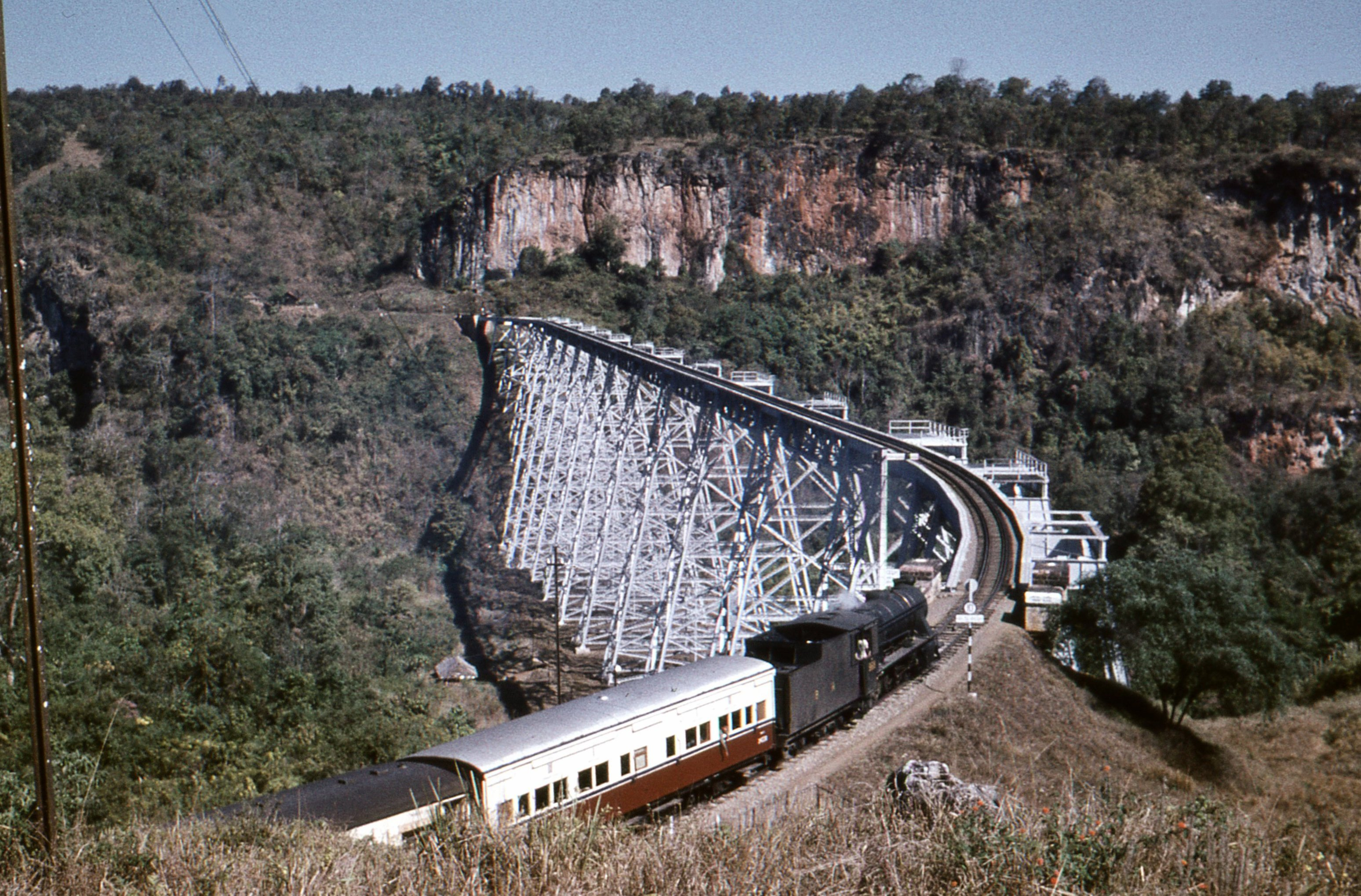
Готейк
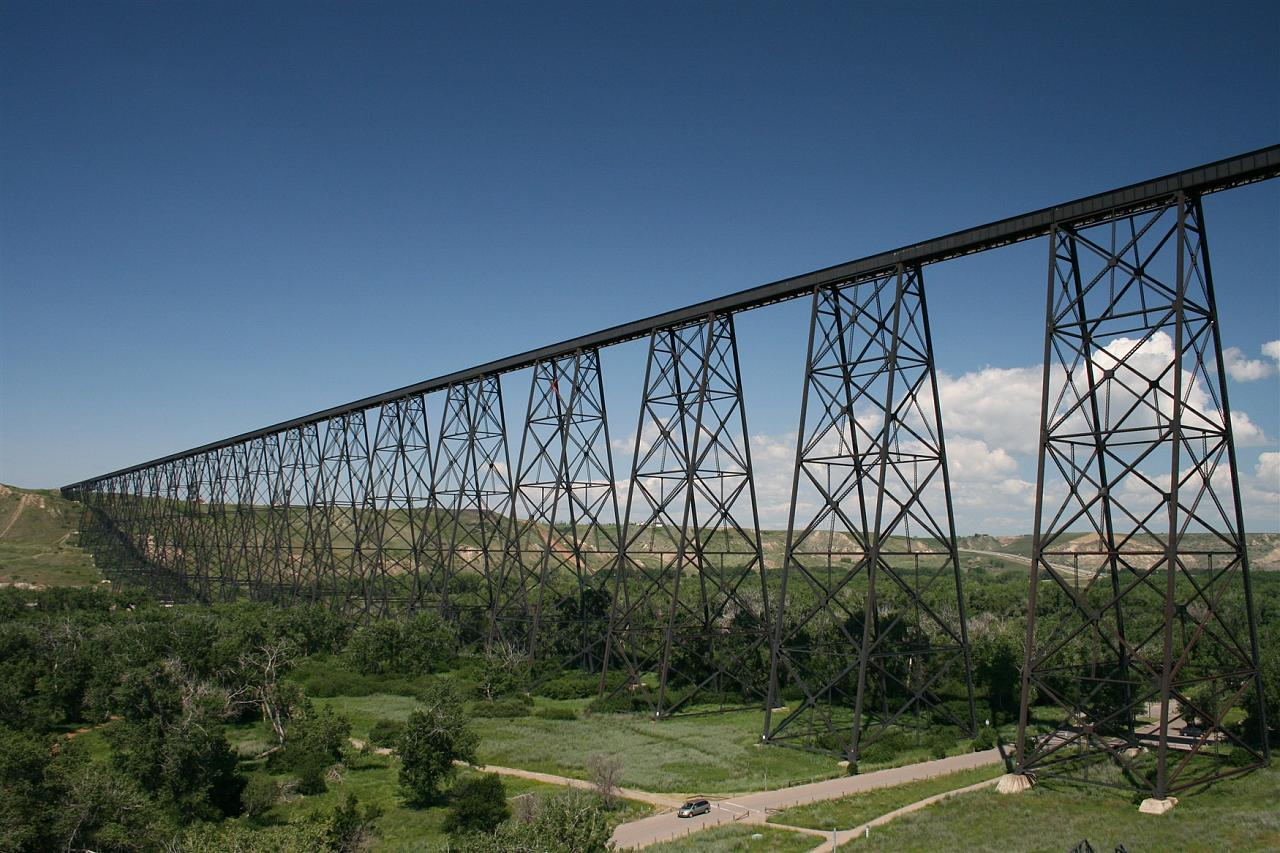
Летбридж
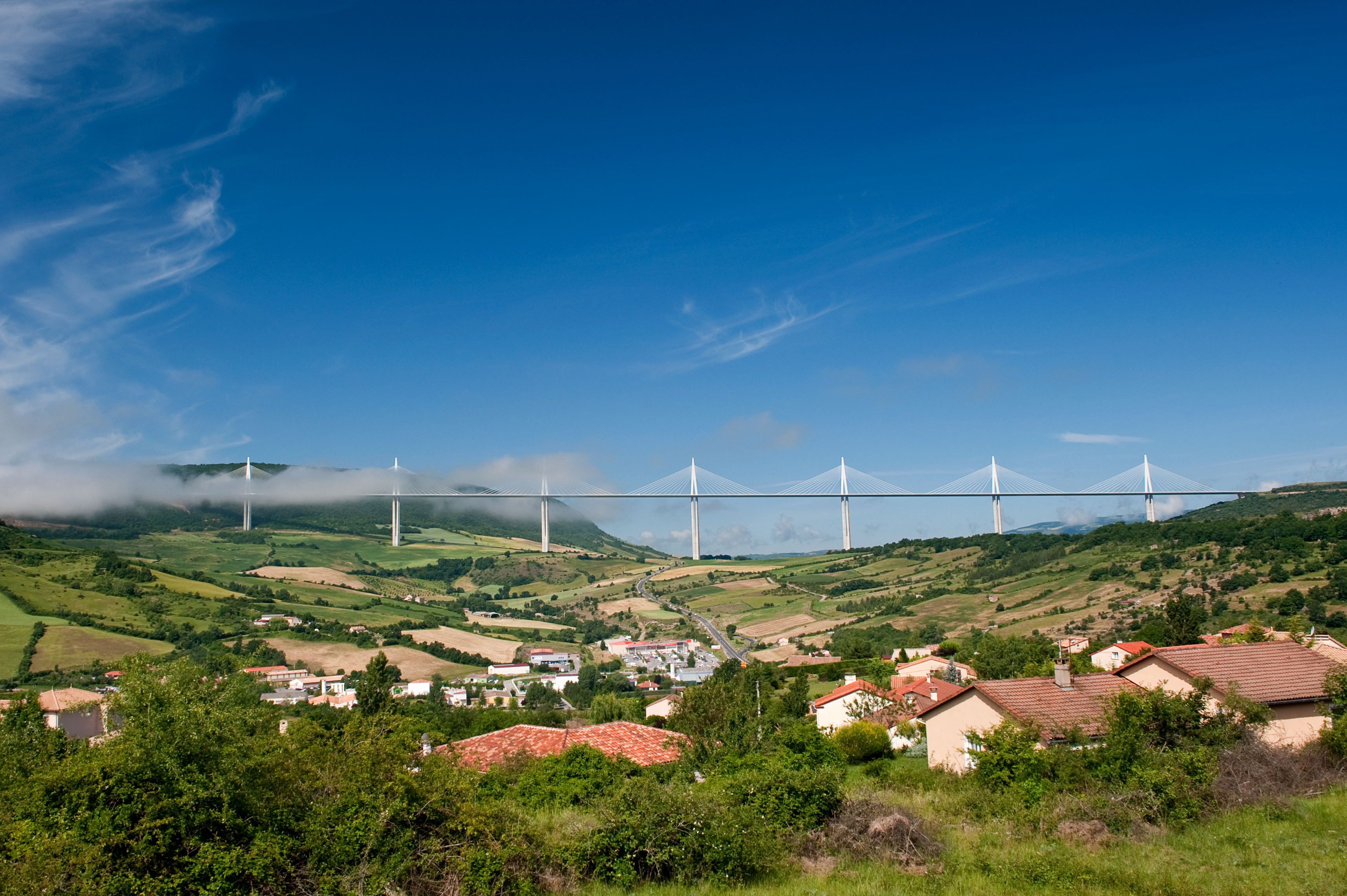
Мийо
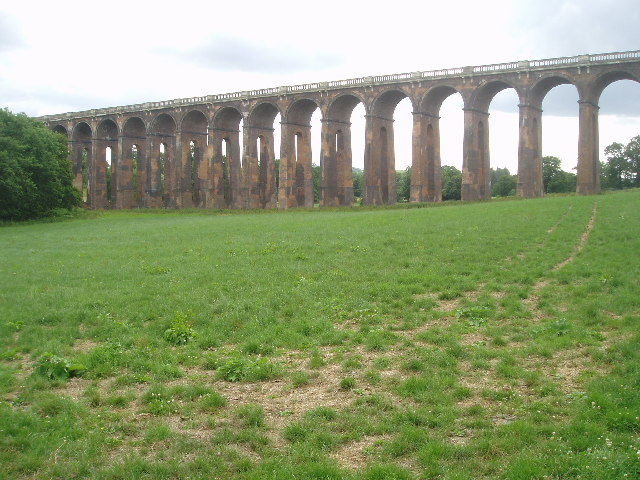
Виадук долины Уз